# Robert Czebotar
Robert Czebotar (ur. 18 maja 1969 w Rzeszowie) – polski aktor teatralny, filmowy i dubbingowy. Zajmuje się również komponowaniem muzyki do spektakli teatralnych.

## Życiorys
W 1992 roku ukończył studia na wydziale aktorskim PWST w Warszawie.
W 1994 otrzymał nagrodę zbiorową za Najlepszy Spektakl Szekspirowski w Polsce – „Stracone zachody miłości” W. Shakespeare’a w reż. Macieja Prusa (rola Dumane), wystawiany w Teatrze Polskim w Warszawie. Od 1994 należy do ZASP (Związku Artystów Scen Polskich).
W latach 1992–1999 pracował w Teatrze Polskim w Warszawie oraz w teatrach Kameralnym, Adekwatnym, Na Woli i Scenie Prezentacje. W latach 2000–2008 występował gościnnie w Teatrze Narodowym. W 1990 roku wystąpił w teledysku do piosenki Stanisława Sojki pt. „Hard To Part”. W 1999 gościnnie wystąpił na płycie Reni Jusis „Era Renifera”.
W latach 2004–2009 należał do Rady Patronackiej Polskiego Związku Wędkarskiego. W 2006 wygrał w kategorii indywidualnej Spinningowe Grand Prix Polski o Dolnośląski Puchar Mietkowa. W 2009 został przyjęty w poczet SLRP (Stowarzyszenia Lektorów Rzeczypospolitej Polskiej).
W 2010 wystąpił gościnnie na debiutanckiej płycie zespołu Stop mi pt. „Metamatyka”. Współpracuje z Teatrem Polskiego Radia, a także jest lektorem w reklamach telewizyjnych i radiowych.
16 października 2015 został uhonorowany Złotą Odznaką Polskiego Związku Wędkarskiego. 20 czerwca 2016 otrzymał od PZW medal „Za zasługi w rozwoju wędkarstwa”.
Laureat I nagrody aktorskiej Festiwalu Szkół Teatralnych w Łodzi za udział w przedstawieniach dyplomowych „Pelikan” A. Strindberga oraz „Awantura w Chioggi” C. Goldoniego.

## Filmografia

### Filmy
- 1992: Wielka wsypa – funkcjonariusz MO
- 1993: Polski crash – żołnierz rosyjski
- 1995: Gracze – Leszek
- 1995: Deborah – Wikary
- 1995: Pułkownik Kwiatkowski – podwładny Wacka
- 2000: Enduro Bojz
- 2001: Inferno – Kucyk
- 2005: Barbórka – Reżyser telewizyjny
- 2009: Popiełuszko. Wolność jest w nas – Agent
- 2014: Jeziorak – Marek Karpowicz
- 2016: Słaba Płeć – Handlarz
- 2017: Syn Królowej Śniegu – fotograf
- 2018: Dywizjon 303. Historia prawdziwa – inżynier Kochan
- 2019: Legiony – chirurg

### Seriale
- 1996: Tajemnica Sagali – Marek (głos, odc. 1)
- 1997: Dom – WOP-ista na granicy w Przemyślu (odc. 20)
- 1997–2006: Klan – Marek Borecki, brat Jacka
- 1998: Złotopolscy – Robert, reporter Radia Eko (odc. 13, 16 i 21)
- 1998: 13 posterunek – Św. Mikołaj, reżyser (odc. 21)
- 1998: Ekstradycja 3 – Policjant zabity przez Sumara (odc. 8)
- 1999: Na dobre i na złe – Mariusz Wolniak (odc. 6)
- 2000: Miodowe lata – Adam (odc. 60)
- 2001: Marszałek Piłsudski – zesłaniec (odc. 1)
- 2001–2002: Marzenia do spełnienia – Lekarz opiekujący się Bielorzem
- 2002: Samo życie – Jędrzej Skarbek Kozietulski
- 2004: Pensjonat pod Różą – Paweł Białkowski (odc. 24)
- 2004: Fala zbrodni – Bolo (odc. 20)
- 2005: Klinika samotnych serc – Dowódca Bazy Karetek Pogotowia (odc. 11)
- 2005: Czego się boją faceci, czyli seks w mniejszym mieście – Reżyser (sezon III, odc. 13 i 14)
- 2006: U fryzjera – Policjant (odc. 12)
- 2006: Okazja – Jaworski (odc. 17)
- 2006–2007: Kopciuszek – właściciel samochodu
- 2007: Na Wspólnej – Terapeuta Maciej (odc. 728-729, 758, 762, 765)
- 2007: Ekipa – Bronek
- 2007: Regina – Roman Szwarc (odc. 2, 7 i 11)
- 2007: Halo Hans! – Otto Katz (odc. 6)
- 2007: Plebania – Kurator Sądu w Hrubielowie (odc. 976 i 978)
- 2007: Prawo miasta – Edward Gralczyk (odc. 1-3)
- 2007: Odwróceni – Oficer Straży Granicznej (odc. 12)
- 2008: Czas honoru – Jelonek (odc. 1-3)
- 2008, 2011–2012, 2014, 2017–2020: Barwy szczęścia – lekarz Zbigniew Szeląg
- od 2008: Ojciec Mateusz –
  - Romantowski (odc. 3),
  - Wiktor Rotman (odc. 128),
  - mężczyzna w ratuszu (odc. 240),
  - Bogdan Szarek (odc. 242),
  - Leszek Sochacki, superwizor Kasprzaka (odc. 379),
- 2009: Sprawiedliwi – oficer Gestapo Doppne (odc. 5)
- 2009: Popiełuszko. Wolność jest w nas – agent
- 2009: Naznaczony – sanitariusz (odc. 4)
- 2010: Ludzie Chudego – Pokerzysta (odc. 12)
- 2010: Hotel 52 – Szymon Rosłan (odc. 16)
- 2011: Układ warszawski – pokerzysta (odc. 5)
- 2013: Pierwsza miłość – Boguś, brat Seweryna
- 2013: 2XL – Dariusz Wilk, szef Laury
- 2013: Komisarz Alex – Oleg Leonidas Boss (odc. 33)
- 2014: Prawo Agaty – doktor Rogowicz (odc. 56 i 57)
- 2015: O mnie się nie martw – Szymon (odc. 2)
- 2016: Komisarz Alex – Piotr Cichy (odc. 102)
- 2016: Belfer- Mikołaj Wróblewski, ojciec Krystiana i Jakuba (odc. 1, 2, 6, 9)
- od 2018: Leśniczówka – stolarz Jerzy Gromniak
- 2019: Stulecie Winnych – Janusz Korczak
- 2021: Komisarz Mama – Paweł Frączak (odc. 7)
- 2021: Tajemnica zawodowa – Karol, przyjaciel Marka (odc. 5)
- 2021: Klangor – Robert Dziki (odc. 5)
- 2022: Gang Zielonej Rękawiczki – właściciel lombardu (odc. 4, 8)
- 2023: Mecenas Porada – Rafał Rolicki (odc. 24)

## Dubbing
- 1960–1966: Flintstonowie
- 1965–1972: Tom i Jerry – głos z radia
- 1985: 13 demonów Scooby Doo – Weerd
- 1988: Oliver i spółka – Bajer
- 1990: Pinokio – Pika (odc. 16)
- 1990–1993: Kapitan Planeta i planetarianie – Kapitan Planeta
- 1990–1993: Zwariowane melodie
- 1992–1997: X-Men – Cyklop
- 1992: W 80 marzeń dookoła świata
- 1993: Uwolnić orkę
- 1994–1998: Spider-Man –
  - Sęp / Adrian Toomes,
  - różne role
- 1995: Głupi i głupszy
- 1995–1996: Maska
- 1995: Toy Story – Chudy
- 1996: Kosmiczny mecz – Charles Barkley
- 1996: 101 Dalmatyńczyków – policjant
- 1996: Rodzina Pytalskich – Tata
- 1997: Ostatni rozdział – hrabia Florent
- 1998–2004: Atomówki – Profesor Atomus
- 1998: Eerie, Indiana: Inny wymiar – George
- 1998: Magiczny miecz – Legenda Camelotu – Garrett (dialogi)
- 1998: Scooby Doo na Wyspie Zombie – Beau Neville
- 1998: Zapasy na śmierć i życie – Tom Hanks
- 1998: Batman i Mr. Freeze: Subzero – Robin
- 1999: Stalowy gigant – Dean McCoppen
- 1998: Teknoman – Balzac
- 1999: Toy Story 2 – Chudy
- 1999: Scooby Doo i duch czarownicy – Ben
- 2000: Uciekające kurczaki – Rocky
- 2001–2006: Liga Sprawiedliwych –
  - Static (odc. 12-13),
  - Sonda,
  - Arkkis Chummuck
- 2002–2005: Co nowego u Scooby’ego? –
  - Harry Harrison,
  - Crunchy Granville
- 2002–2007: Kim Kolwiek – członek Niezwyciężonej Trójki
- 2003: Bionicle: Maska światła – Spiker
- 2004: Iniemamocni – Głos z komputera
- 2004–2006: Brenda i pan Whiskers – Tygrys (odc. 21b)
- 2004: Dom dla Zmyślonych Przyjaciół pani Foster – Masełko (odcinek 39)
- 2004: Pupilek
- 2005: Szeregowiec Dolot
- 2005: Jan Paweł II
- 2005–2008: Nie ma to jak hotel –
  - Jerry (odc. 60),
  - aktor grający Moseby’ego,
  - ochroniarz
- 2005: Robotboy
- 2006: High School Musical – Jack Bolton
- 2007: High School Musical 2 – Jack Bolton
- 2008: High School Musical 3: Ostatnia klasa – Jack Bolton
- 2008: Szanowni państwo X – Baza
- 2008–2013: Pingwiny z Madagaskaru –
  - Tata,
  - Gomer,
  - Bo
- 2009: Vicky – wielki mały wiking  – Congaz
- 2010: Dzwoneczek i uczynne wróżki – Griffiths
- 2010: Scooby Doo: Abrakadabra-Doo – G.P.S.
- 2010: Toy Story 3 – Chudy
- 2010: Liga Młodych – Batman
- 2010: Toy Story 3: The Video Game – Chudy
- 2010: Dragon Age: Początek – Przebudzenie –
  - Ciemny Wilk,
  - Strażnik Amarantu,
  - Karczmarz
- 2010: Żółw kontra Zając – Zając Murray
- 2011: Wiedźmin 2: Zabójcy królów – hrabia Lyius Maravel
- 2011: Kinect Sports: Season Two – komentator futbolu amerykańskiego
- 2011: Battlefield 3 – Kaffarov
- 2011: Dinopociąg – Doktor Scot
- 2011: Toy Story: Wakacje na Hawajach – Chudy
- 2011: Toy Story: Zestaw pomniejszony – Chudy
- 2012: Toy Story: Imprezozaur Rex – Chudy
- 2012: Mega Spider-Man – Norman Osborn
- 2012: Diablo III – Czarownik
- 2012: The Elder Scrolls V: Skyrim – Dawnguard – Kapitan Valeth
- 2013: Max Steel – Jason Naught
- 2013: Skubani – Steeve
- 2013: Power Rangers Megaforce – Creepox
- 2013: Avengers: Zjednoczeni – Hyperion
- 2013: Żywe Trupy – Tyreese
- 2013: Toy Story: Horror – Chudy
- 2014: Syn Boży – Malchos
- 2014: Iron Man & Hulk: Zjednoczeni – Doktor Famp
- 2014: Atomówki: Taneczne rewolucje – Profesor Atomus
- 2014: Siostry wampirki – Mihai Tepes
- 2014: Kogut Kukuryku – handlarz pieczywa z Saint-Benoit
- 2014: Disney Infinity 2.0: Marvel Super Heroes –
  - Zielony Goblin/Norman Osborn,
  - Venom
- 2014: Rycerz Mike i wyprawa na Smoczą Górę – Król
- 2015: Toy Story: Prehistoria – Chudy
- 2015: Rycerz Mike i wielka misja – Król
- 2017: Brickleberry – Jim Petarda
- 2017: Gru, Dru i Minionki – Clive
- 2018: Maria Magdalena – Aaron
- 2018: Voltron: Legendarny obrońca – Komandor Sendak
- 2019: Toy Story 4 – Chudy
- 2021: Kroniki Myrtany: Archolos – Morris